# Comité de salut public (1871)
Pour les articles homonymes, voir Comité de salut public (homonymie).

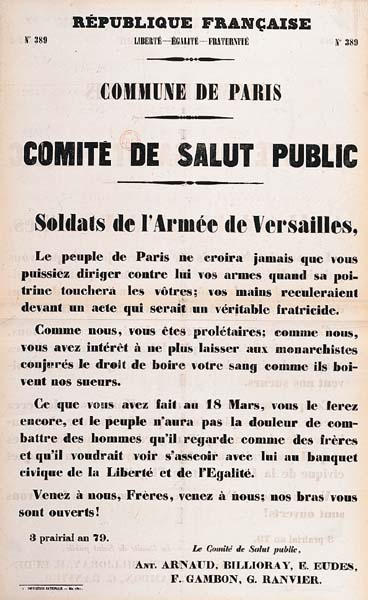
Message du 28 mai 1871 demandant aux soldats de l'Armée de Versailles de ne pas tirer sur le peuple de Paris.

Le Comité de salut public est un organe de direction mis en place au sein du Conseil de la Commune pendant la Commune de Paris en 1871. Un organe similaire est mis en place lors de la Commune de Lyon, la même année.

## Composition
La commission exécutive, mise en place le 20 avril 1871, n'arrive pas à améliorer la situation interne et surtout militaire face aux Versaillais.
Le 28 avril Jules Miot propose au Conseil de la Commune de créer un Comité de salut public (en imitant ce que les Montagnards de 1793 avaient fait pour faire face aux nombreux dangers qui menaçaient alors la République). Cette initiative rencontre l'opposition d'une minorité des élus de la Commune aux conceptions anti-autoritaires. Ce n'est que le 1er mai 1871, que le Comité est accepté par 45 voix contre 23. Malgré les protestations et l'abstention des minoritaires, un Comité de 5 membres est élu : Armand Antoine Jules Arnaud, Léo Melliet, Gabriel Ranvier, Félix Pyat (qui démissionne le 5 mai), Charles Gérardin.
Le comité de Salut public, dont les attributions ne sont pas précisées, ne règle pas les problèmes et interfère souvent avec les décisions des délégués, en particulier le délégué à la Guerre, Louis Rossel.
Aussi, un nouveau comité est élu le 9 mai. Y entrent Charles Delescluze, Émile Eudes, et Charles Ferdinand Gambon qui remplacent Gérardin, Melliet et Pyat. Le 10 mai, pour remplacer Louis Rossel démissionnaire de son poste de délégué à la Guerre, Delescluze prend la fonction et est remplacé au Comité de Salut public par Alfred-Édouard Billioray. Ces nouveaux membres sont des blanquistes ou des jacobins.